# Dune (franquia)
Dune é uma franquia americana de ficção científica que se originou com o romance Dune de Frank Herbert  de 1965. Dune é frequentemente descrito como o romance de ficção científica mais vendido da história.   Ganhou o primeiro Nebula Award de Melhor Romance e o Hugo Award em 1966 e mais tarde foi adaptado para um filme de 1984, uma minissérie de televisão de 2000 e uma série de filmes divididos em duas partes com o primeiro filme em 2021 e uma sequência em 2024. Herbert escreveu cinco sequências, sendo que as duas primeiras foram adaptadas como minissérie de 2003. Desde 2009, os nomes dos planetas de Dune foram adotados na vida real para nomear planícies e outras características de Titã, a lua de Saturno.
Frank Herbert faleceu em 1986. Desde 1999, seu filho Brian Herbert e o autor de ficção científica Kevin J. Anderson tem publicado diversas coleções de livros, bem como duas sequências que completam a série Dune original ( Hunters of Dune em 2006 e Sandworms of Dune em 2007).  

## Premissa
Dune se passa milhares de anos no futuro da humanidade onde as viagens mais rápidas que a luz foram inventadas e os humanos colonizaram um grande número de planetas. Entretanto, uma grande reação contra os computadores resultou na proibição de todas as "máquinas pensantes", sendo a criação ou posse de tal punída com morte. Apesar disto, a humanidade continua a desenvolver e a avançar outros ramos da tecnologia, incluindo a percepção extra-sensorial (ESP) e os instrumentos de guerra. Na época em que o primeiro livro se passa, a humanidade formou um império interestelar feudal conhecido como Império, administrado por várias Grandes Casas que supervisionam vários planetas. De interesse fundamental é o planeta Arrakis, conhecido como "Duna". Um planeta deserto com quase nenhuma precipitação, é o único planeta onde uma droga especial que prolonga a vida, a melange (ou "o tempero"), pode ser encontrada. Além de prolongar a vida, a melange aumenta a capacidade mental dos humanos: permite que os pilotos mutantes da Spacing Guild naveguem no espaço dobrado e percorram as distâncias entre os planetas; e aciona alguns dos poderes da Bene Gesserit, um grupo religioso que procura secretamente controlar os rumos que a humanidade toma. Melange é difícil de adquirir devido ao ambiente hostil de Arrakis e à presença de vermes da areia gigantes que são atraídos por qualquer som rítmico nas areias do deserto. O controle de Arrakis, sua produção de especiarias e o impacto no desenvolvimento da humanidade tornam-se os pontos centrais de um conflito milenar que se desenvolve ao longo da série.